# Бензоат марганца
Бензоат марганца — неорганическое соединение,
соль марганца и бензойной кислоты
с формулой Mn(C6H5COO)2,
бесцветные кристаллы,
растворяется в воде,
образует кристаллогидраты.

## Физические свойства
Бензоат марганца образует бесцветные кристаллы.
Растворяется в воде.
Образует кристаллогидраты состава Mn(C6H5COO)2•n H2O, где n = 1, 3 и 4.